# Noel Francis

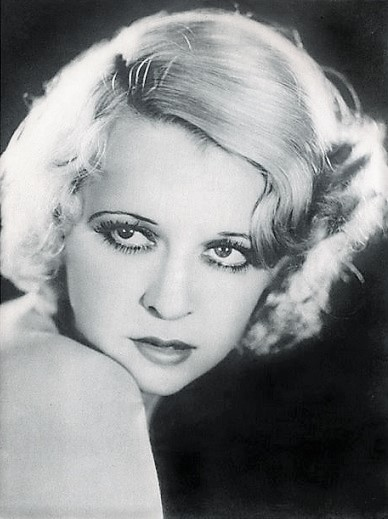
Noel Francis (1931)

Noel Francis (* 31. August 1906 in Temple, Texas, als Noel Frances Sweeney; † 30. Oktober 1959 in Los Angeles, Kalifornien) war eine US-amerikanische Schauspielerin. Francis begann ihre Laufbahn am Broadway, ehe sie zu Beginn der Tonfilmära 1930 nach Hollywood wechselte. Nach sieben Jahren und knapp fünfzig Filmauftritten beendete Francis 1937 ihre Schauspielkarriere.

## Leben
Noel Francis wuchs in Dallas auf, wo sie ihren Abschluss an der High School absolvierte. Nach einem Besuch an der Southern Methodist University zog sie nach New York, wo sie auf die Columbia University wechselte.
Im Alter von 19 Jahren wurde Francis 1925 als Tänzerin der Ziegfeld Follies am Broadway engagiert. In den folgenden Jahren arbeitete sie mehrfach für Florenz Ziegfeld junior, darunter in einer Hauptrolle im von ihm produzierten Musical Rio Rita im Jahr 1927. In der gleichnamigen Verfilmung des Musicals zwei Jahre später konnte Francis nicht mitwirken, da sie während der Dreharbeiten an der Seite von Jimmy Durante im Musical Show Girl zu sehen war.
Durch ihren Auftritt in Show Girl wurde die Fox Film Corporation auf Francis aufmerksam und nahm sie unter Vertrag. Ihr Filmdebüt gab sie 1930 in einer kleinen Rolle im Musikfilm New Movietone Follies of 1930. Francis erhielt für ihren Auftritt positive Kritiken in der The New York Times, was ihr eine kleine Nebenrolle in John Fords Up the River bescherte. Da der erhoffte Erfolg für die Schauspielerin jedoch ausblieb kündigte Fox Film ihren Vertrag auf.
Nur kurze Zeit nach dem Ende bei Fox Film unterschrieb Francis einen Vertrag bei Warner Brothers. In den folgenden zwei Jahren hatte sie ihren größten Erfolg mit Rollen in Filmen wie Leichtes Geld und Blonde Crazy, beide an der Seite von James Cagney. 1932 spielte Francis die Rolle der Linda in Jagd auf James A. an der Seite von Paul Muni. Sowohl der Film als auch der Hauptdarsteller Muni wurden für einen Academy Award nominiert. Häufig spielte sie taffe und auch leicht zwielichtige Frauen, die den Hauptdarstellern mehr Unglück als Glück bringen.
Trotz dieses Erfolges erhielt Francis keine wichtigen Rollen in großen Hollywood-Produktionen. Obwohl sie weiterhin sehr aktiv blieb, waren die meisten ihrer größeren Rollen in den folgenden Jahren in sogenannten B-Movies. Hinzu kamen einige unwichtige Nebenrollen in großen Produktionen wie Imitation of Life. Da sie mit dieser Situation unzufrieden war, beschloss Francis ein Comeback am Broadway, was jedoch scheiterte: Das Musical Satellite mit ihr in der Hauptrolle wurde nach nur einer Vorstellung im November 1935 abgesetzt. Francis kehrte daher nach Hollywood zurück, beendete aber zwei Jahre später ihre Schauspielkarriere endgültig.
Noel Francis lebte nach ihrem Rückzug aus dem Filmgeschäft weiterhin in Los Angeles. Sie blieb ihr Leben lang unverheiratet. Am 30. Oktober 1959 starb Francis im Alter von nur 53 Jahren in ihrer Heimatstadt an Brustkrebs. Sie wurde am Tag nach ihrem Tod eingeäschert, ihre Urne wird im Kolumbarium des Chapel of the Pines Crematory in Los Angeles aufbewahrt.

## Filmografie (Auswahl)

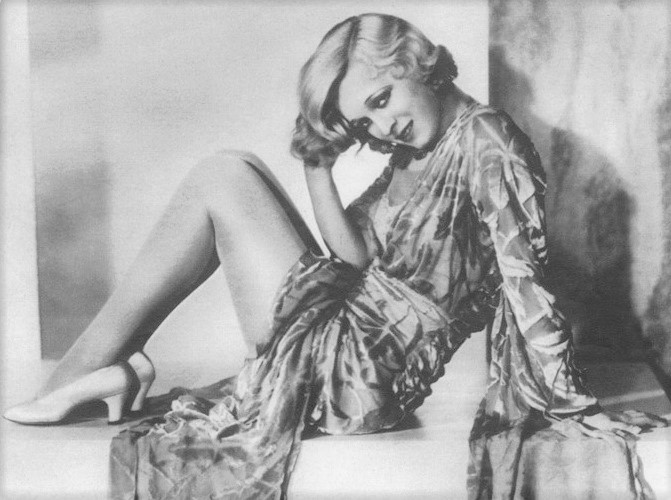
Noel Francis (1931)

- 1930: Her Hired Husband (Kurzfilm)
- 1930: New Movietone Follies of 1930
- 1930: Mord in Alaska (Rough Romance)
- 1930: Up the River
- 1931: Leichtes Geld (Smart Money)
- 1931: Herz am Scheideweg (The Easiest Way)
- 1931: Bachelor Apartment
- 1931: Blonde Crazy
- 1931: Smart Woman
- 1931: Wo die Wolga fließt... (Resurrection)
- 1932: So Big
- 1932: Night Court
- 1932: Jagd auf James A. (I Am a Fugitive from a Chain Gang)
- 1932: Mein Freund, der König (My Pal, the King)
- 1932: Manhattan Tower
- 1932: Madison Square Garden
- 1933: Frisco Jenny
- 1933: Verschollen in New York (Bureau of Missing Persons)
- 1933: Blood Money
- 1933: Mast- und Schotbruch! (Son of a Sailor)
- 1933: Eine Frau vergisst nicht (Only Yesterday)
- 1934: Fifteen Wives
- 1934: Imitation of Life
- 1934: The White Parade
- 1937: Left-Handed Law